# Omri Sharon
Omri Sharon é um ex-político israelense, sendo também filho de Ariel Sharon, o primeiro-ministro de Israel até 2006. Foi membro do Knesset, o parlamento de Israel entre 2003 e 2006. Em agosto de 2005 indiciado por acusações de corrupção sob suspeitas de ter criado empresas fantasmas visando receber contribuições ilegais para a campanha de seu pai à liderança do partido Likud em 1999. Em 2006, foi condenado por corrupção e cumpriu pena de prisão.